# Sirikit

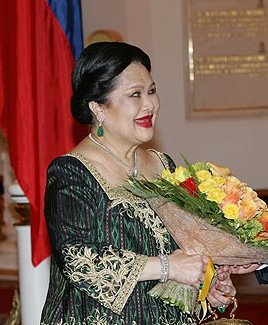
Sirikit in 2007.

Sirikit, geboren Mom Rajawongse Sirikit Kitiyakara (12 augustus 1932) is de koningin-moeder van Thailand. Als echtgenote van de overleden koning Bhumibol Adulyadej was zij koningin van Thailand van 1950 tot 2016. Zij is bovendien de moeder van de huidige Thaise koning Vajiralongkorn.

## Levensloop
Sirikit werd geboren als dochter van Nakkhatra Mangala, de tweede prins van Chanthaburi II (1897-1953) en Luang Bua Kitiyakara (1909-1999), een achterkleindochter van koning Chulalongkorn. Zij groeide op in Europa, omdat haar vader was aangesteld als Thaise ambassadeur in achtereenvolgens Engeland, Denemarken en Frankrijk.
Ze ontmoette Bhumibol in Parijs, toen haar vader daar werkte als ambassadeur. Ook Bhumibol was een achterkleinkind van koning Rama V. Het huwelijk met haar achterneef vond plaats in 1950, een week voor de kroning van Bhumibol. Toen de koning voor korte tijd een boeddhistische monnik werd, werd Sirikit aangesteld als koningin-regentes.
Sirikit kreeg met Bhumibol één zoon en drie dochters. Op 21 juli 2012 kreeg Sirikit een hersenbloeding. Sindsdien is ze niet meer in het openbaar verschenen.
Toen Bhumibol overleed op 13 oktober 2016 werd zij de koningin-moeder.

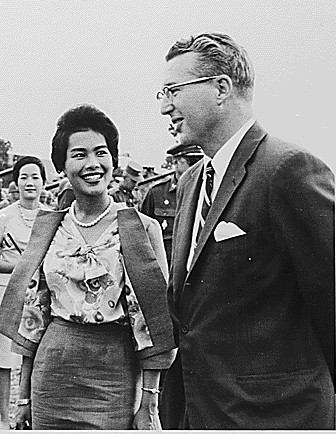
Sirikit in 1962.